# 构成主义 (艺术)

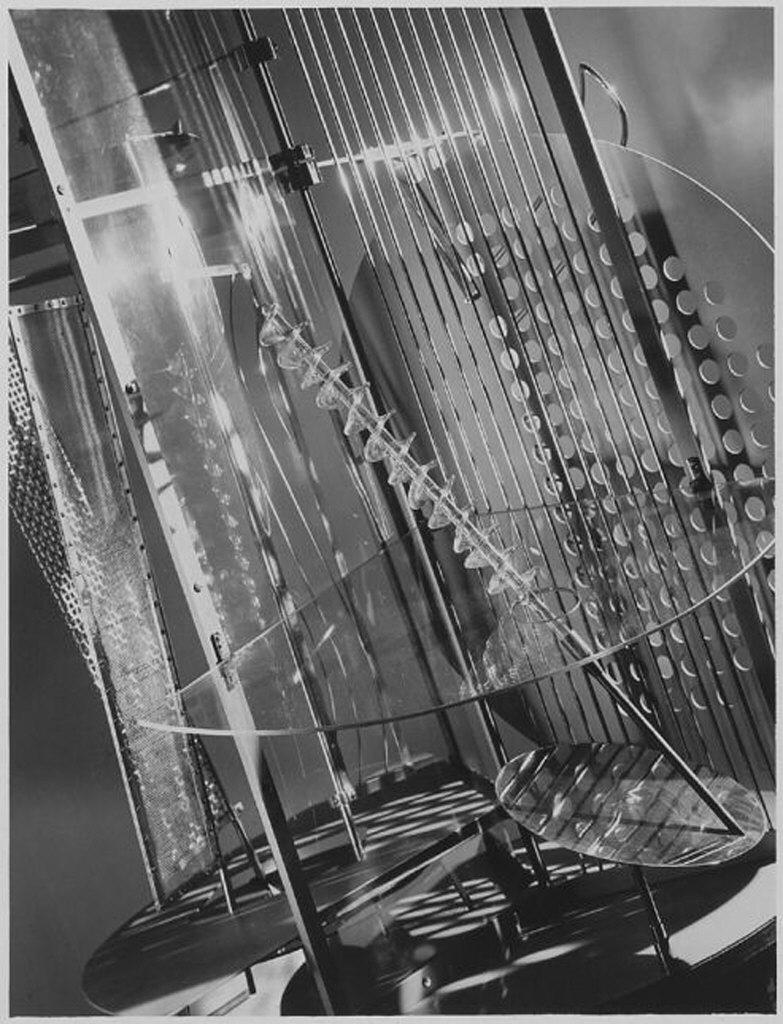
這是光空間調製器雕塑的照片

构成主义（俄语：Конструктивизм）；发展于1913~20年代。构成主义是指由一块块金属、玻璃、木块、纸板或塑料组构结合成的雕塑。强调的是空间中的势(movement)，而不是传统雕塑着重的体积量感。构成主义接受了立体派的拼裱和浮雕技法，由传统雕塑的加和减，变成组构和结合；同时也吸收了至上主義的几何抽象理念，甚至运用到悬挂物和浮雕构成物，对现代雕塑有决定性影响。
构成主义的艺术和建筑思潮，起源于1919年开始在俄罗斯，构成主义是有利于艺术作为实践社会目的。构成主义在20世纪的现代艺术运动有很大的影响，如对包豪斯\风格派运动的影响。它的影响是无孔不入，于建筑，平面和工业设计，戏剧，电影，舞蹈，时尚的重大影响，并在一定程度上影响音乐创作。